# San Giovanni Teatino

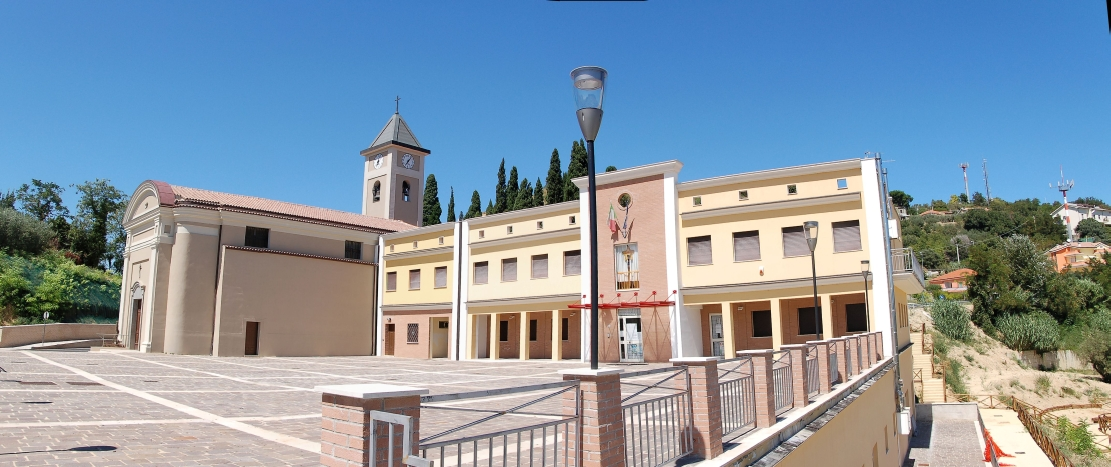
Die Kirche

San Giovanni Teatino ist eine Gemeinde mit 14.451 Einwohnern in der Provinz Chieti (Region Abruzzen) in Italien.
Die Nachbargemeinden sind Cepagatti (PE), Chieti, Francavilla al Mare, Pescara (PE), Spoltore (PE) und Torrevecchia Teatina.

## Weinbau
In der Gemeinde werden Reben der Sorte Montepulciano für den DOC-Wein Montepulciano d’Abruzzo angebaut.